# 824
Cette page concerne l'année 824  du calendrier julien. Pour l'année 824 av. J.-C., voir 824 av. J.-C.
L'année 824 est une année bissextile qui commence un vendredi.

## Événements
- 14 avril : le basileus Michel II écrit au carolingien Louis le Pieux une lettre de justification où il expose ce qu’est devenue dans la pratique la dévotion aux icônes et demande en vain l’appui de Rome. Une ambassade apporte la lettre à Rouen à l'automne[1].
- 14 mai : début du pontificat d'Eugène II (fin en 827)[2].
- 27 juin[3] : début à Tunis d’une révolte de la milice arabe de l’émirat aghlabide, associée à la population de la ville. Elle se propage à toute l’Ifriqiya (fin en 826)[4].
- 29 juin : Bernard de Septimanie, marquis de Septimanie, comte de Toulouse et d'Autun, épouse à Aix-la-Chapelle Dhuoda (v. 800-843), peut-être la fille de Sanche Ier Lopu, duc de Vasconie[5].
- Septembre : expédition franque en Bretagne contre le chef breton Wiomarc'h qui est vaincu après 40 jours[6].
- Novembre : 
  - Louis le Pieux reçoit une ambassade byzantine à Rouen venue demander la confirmation de la paix. Elle emmène en présent des ouvrages du Pseudo-Denys l'Aréopagite[7].
  - Par la Constitutio Romana de Lothaire Ier, inspirée par Wala, la papauté retombe sous la coupe de l'empereur d'Occident, qui obtient un droit de contrôle sur les élections pontificales[8].

- Expédition des comtes francs Eble et Aznar Sanche contre Pampelune en Espagne. Les habitants font appel aux musulmans, sans doute les Banu Qasi de Tudèle. Les deux comtes tombent à leur retour dans une embuscade tendue par les Vascons d'Eneko Arista à Roncevaux. Eble est envoyé à Cordoue, tandis qu'Aznar, qui est apparenté au vainqueur, est relâché[9]. La défaite franque marque la fin de la domination carolingienne sur la Navarre et la création d'un royaume de Pampelune indépendant.
- Les Vikings pillent Noirmoutier[10]. Ils lancent des raids sur le monastère de Skellig Michael et sur Bangor pour la seconde fois[11].
- La Crète est enlevée aux Byzantins par des Maures chassés de Cordoue, puis expulsés d’Alexandrie où ils s’étaient réfugiés. Les Andalous menés par Abou Hafs, après avoir pillé les côtes l'année précédente, débarquent avec 40 vaisseaux, les brûlent et installent leur capitale à Candie. Ils repoussent deux tentatives de la flotte byzantine de les déloger en 825 et 826 et s'emparent progressivement de toute l'île (fin en 961)[12].

## Décès en 824
- 11 février : Pascal Ier, pape,
- 5 août : Heizei, empereur du Japon.

- Août/Septembre : Mauring, duc de Spolète.